# سالا (السويد)

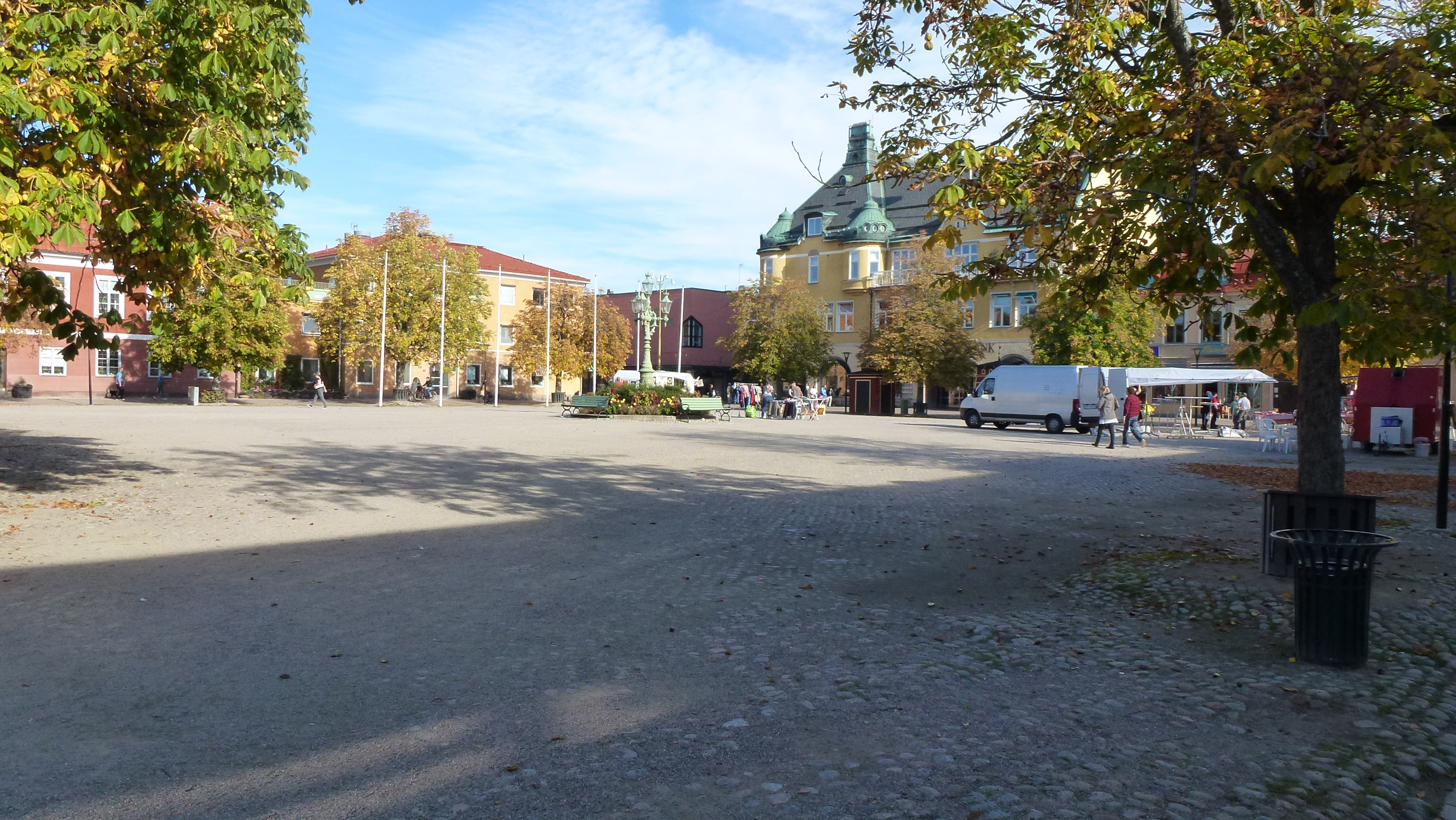
وسط مدينة سالا

سالا  (بالسويدية: Sala) هي منطقة محلية ومقر بلدية سالا في مقاطعة فستمانلاند بالسويد. في عام 2010، كان يبلغ عدد سكانها 12.289.
تُعدُّ سالا موطنًا للعديد من الأماكن والأشخاص المشهورين، وتشتهر بمنجم الفضة (silvergruva)، الذي يُعدُّ اليوم من المعالم السياحية الشهيرة.

## تاريخ

### عصر الفايكنج في منطقة سالا
يوجد في الجدار الجنوبي لكنيسة أبرشية سالا حجر روني (نقوش رونية في فاستمانلاند 29) يرجع تاريخه إلى حوالي عام 1100. المكان الذي كان يوجد فيه الحجر في الأصل غير معروف، ولكن من المحتمل أنه كان يوجد بالقرب من كنيسة الرعية.

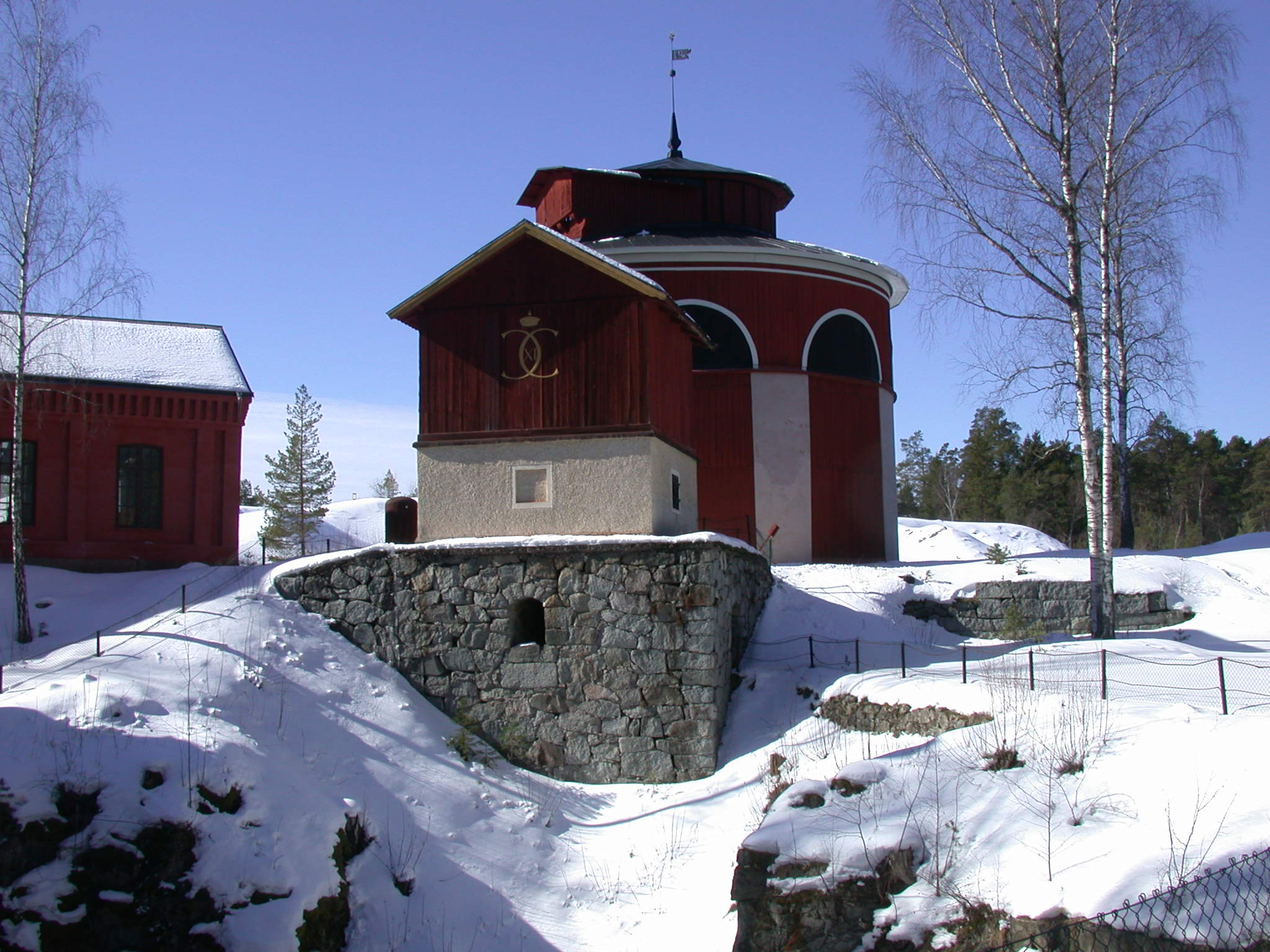
عمود تشارلز التاسع في منجم الفضة سالا، والذي يعد اليوم من المعالم السياحية الرئيسية في سالا

### منجم الفضة

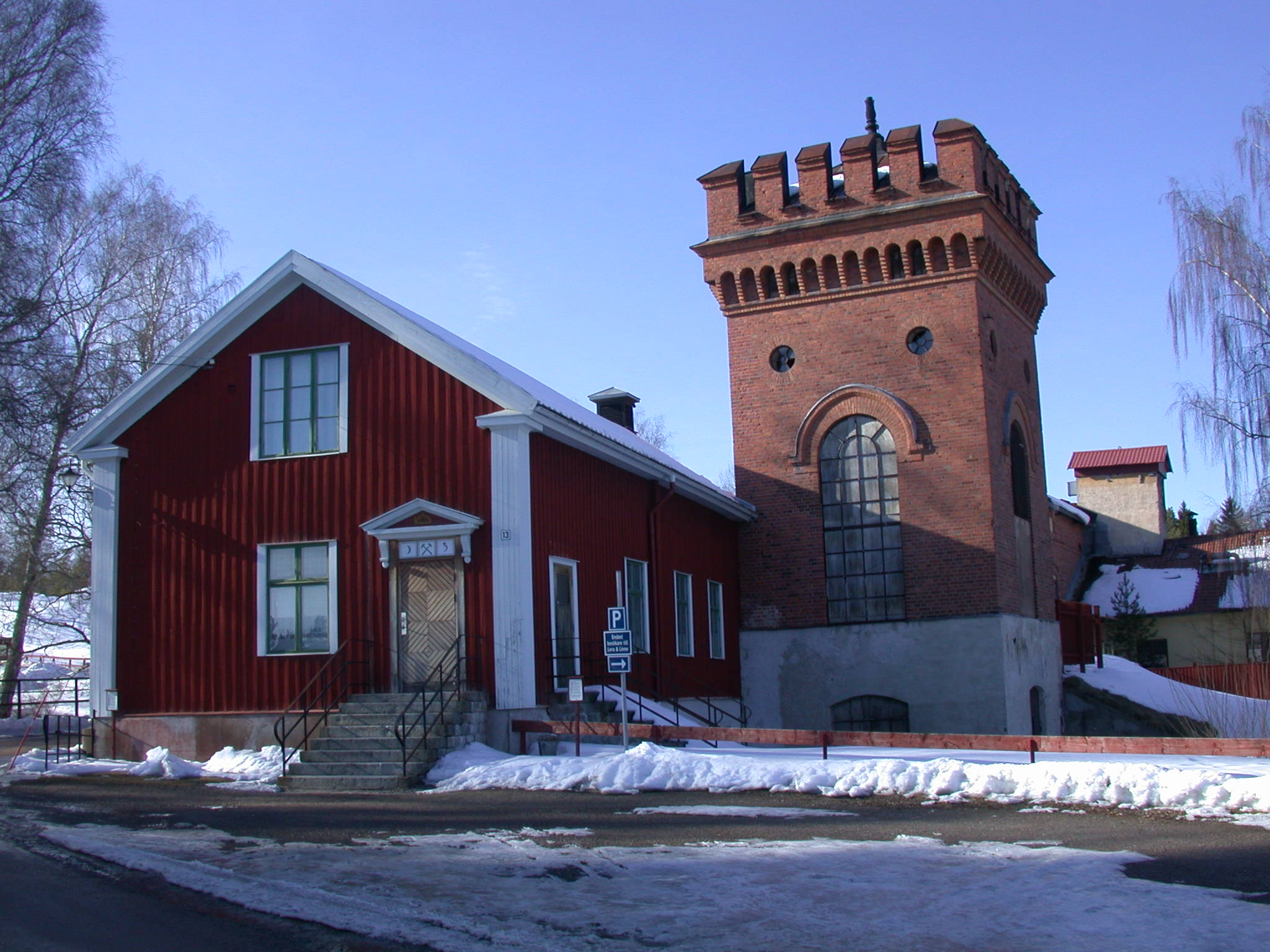
منجم فضة سالا والمكتب الرئيسي

تشتهر المدينة الصغيرة بمنجم الفضة التاريخي (silvergruva)، الذي يقع على بعد حوالي 2.7 كيلومتر (1.7 ميل) جنوب غرب المدينة. يعود تاريخه إلى العصور الوسطى على الأقل، واستمرّ العمل به حتى عام 1908. في عام 1624، تم نقل مدينة سالا إلى موقعها الحالي بالقرب من المنجم، واستلمت الامتياز الملكي من الملك غوستاف الثاني أدولف.
كانت الفضة مهمة لاقتصاد السويد وقاعدة إنتاج العملات المعدنية. تم استخراج ما مجموعه 400 طن من الفضة و 40000 طن من الرصاص؛ بحدّ أقصى 3-5 أطنان من الفضة خلال عام.
وصل المنجم في النهاية إلى عمق 300 متر (980 قدم)، وطول إجمالي يبلغ 19 كـم (12 ميل).

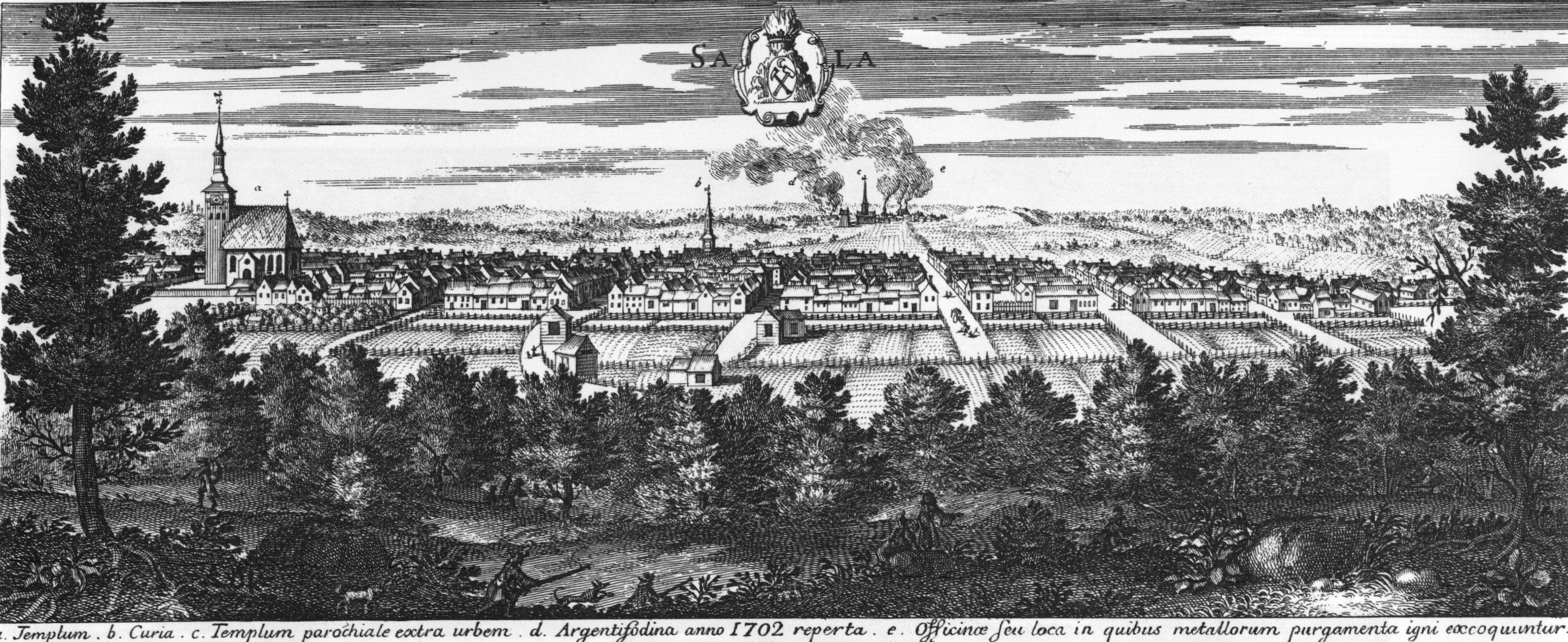
سالا حوالي عام 1700 على نقوش السويد القديمة والحديثة

### سالا في العصر الحديث
في القرن التاسع عشر، زار المدينة هانس كريستيان أندرسن، الذي تساءل في رحلته عن سالا عن مكان إقامة جميع الأشخاص عند وصوله.
خلال القرن التاسع عشر، زاد عدد سكان سالا. كان عدد السكان في عام 1810 حوالي 2262، ثم ارتفع بعد ذلك إلى 3252 في عام 1850. بعد أربعين عامًا، في عام 1890، تضاعف العدد تقريبًا ليصل إلى 5753. في عام 2010، كان يعيش 12،289 شخصًا في وسط سالا.

### الانتماءات الإدارية
كانت سالا في الأصل قرية كنسية في أبرشية سالا وشكلت مدينة سالا عام 1624، التي انفصلت عن الرعية. خلال الإصلاح البلدي لعام 1862، تحولت مدينة سالا إلى بلدية. تم توسيعها في عام 1952 مع أبرشية سالا/بلدية المقاطعة المحيطة، وفي عام 1971 أصبحت سالا منذ ذلك الحين المدينة المركزية.
من الناحية الكنسية، كانت المدينة قبل عام 1962 مملوكة لأبرشية مدينة سالا.

## رياضة
يلعب نادي سالا لكرة القدم، في القسم 3 نورلاند الجنوبية، في الدرجة الخامسة في السويد. تم تأسيسه في ديسمبر 1972.
أول نادي لكرة الأرض في العالم هو نادي سالا ‏، الذي تأسّس سنة 1979.

## أبرز الشخصيات

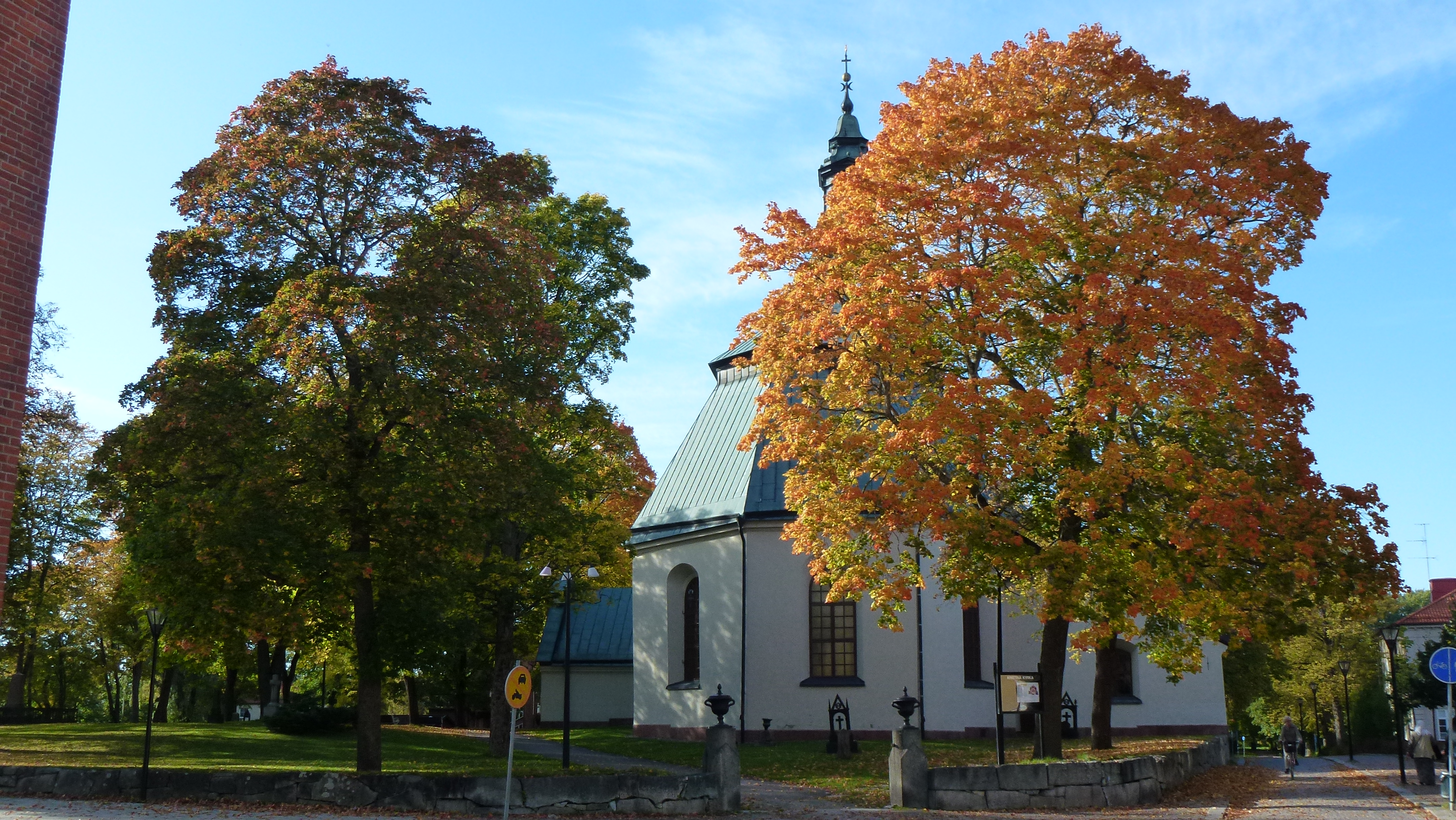
كنيسة كريستينا

ولد الرسام الانطباعي إيفان أغيلي في سالا عام 1869، ولإحياء ذكراه خصصوا له متحفا صغيرا وحديقة في وسط البلدة. وتعتبر سالا أيضاً موطنا للوزيرة السويدية السابقة للشؤون الخارجية، ونائب رئيس الوزراء السابق لينا هييلم - والين، ولقد شغلت عدة مناصب وزارية في الحكومة الديموقراطية الاجتماعية في الثمانينيات والتسعينيات. وعلى الرغم من حياتها المهنية في السياسة، فلقد بقيت في سالا ولاتزال نشطة في الحياة المحلية.
ولد بالبلدة أيضا لاعب هوكي الجليد إريك إرسبرغ. كما كاتب الرعب والإثارة البريطاني ستيفن سافيل يعيش أيضا في سالا.

## علاقات دولية
سالا مدينة توأم مع:
- كريستينستاد [الإنجليزية]، فنلندا